# 特納斯堡鎮區 (北卡羅萊納州艾爾代爾縣)
特納斯堡鎮區（英語：Turnersburg Township）是位於美國北卡羅萊納州艾爾代爾縣的一個鎮區。

## 地方資料
特納斯堡鎮區的面積為93.60平方千米，當中陸地面積為92.80平方千米，而水域面積為0.80平方千米。根據2020年美國人口普查的數據，當地共有人口3797人，而人口密度為每平方千米40.57人。